# Краснопёров, Алексей Фёдорович
Алексе́й Фёдорович Краснопёров (1 октября 1921, Яранский уезд, Вятская губерния — 10 мая 2006, Йошкар-Ола) — марийский русскоязычный писатель и журналист. Народный писатель Республики Марий Эл (2000). Лауреат Государственной премии Марий Эл (1995).

## Биография
Родился 1 октября 1921 года в д. Среднее Безруково в бедной крестьянской семье.
В 1940 году окончил Яранское педагогическое училище. Работал сельским учителем.
Осенью 1940 года призван в Красную армию. Во время Великой Отечественной войны на фронте — телефонист, пулемётчик, комсорг батальона. Участник обороны Ленинграда. Получил три боевых ранения. 9 мая 1945 года встретил в Варшаве. Летом 1945 года переброшен на восточный фронт, участник Советско-японской войны. С 1945 по 1952 год — служба в частях Дальневосточного военного округа.
С 1952 по 1956 год — учёба в Военно-политической академии имени В. И. Ленина в Москве. С 1956 года, после окончания академии, служил в Хабаровске корреспондентом газеты Дальневосточного военного округа «Суворовский натиск».
После увольнения в запас в 1961 году с семьёй переехал в Йошкар-Олу, журналист газеты «Марийская правда».

## Творчество
Член Союза писателей России.
Начал писать ещё во время армейской службы. Статьи, очерки печатались в воинских газетах. Как корреспондент «Марийской правды» писал очерки о передовиках производства, тружениках сельского хозяйства. Один из дебютных рассказов «Первая получка» опубликовал в 1964 году в коллективном сборнике «К жизни».
Был знатоком марийского языка, но писал только на русском. Публиковался в журнале «Ончыко». В 1969 году в переводе марийского писателя В. Косоротова была напечатана повесть «Особый сплав» («Тул оҥго»). Написал роман «Страда» (первая книга романа вышла в 1975 году, вторая часть — через 5 лет). Широко известны его повесть «Трубка комбата», романы «Дальние зарницы», «Сыновья».
Пройдя фронтами Великой Отечественной войны, А. Краснопёров во многих художественных и публицистических произведениях обращался к теме войны и мира, писал воспоминания о блокаде Ленинграда. Итогом творческой деятельности писателя стала книга «Откровение».

## Память
Имя писателя с 2006 года носит Пижанская центральная районная библиотека Кировской области.

## Основные произведения
- Особый сплав: повесть. — Йошкар-Ола, 1970. — 240 с.
- Последний патрон: повесть. — Йошкар-Ола, 1973. — 84 с.
- Страда: роман. — Кн. 1. — Йошкар-Ола, 1975. — 432 с.; 1986. — 400 с.
- Страда: роман. — Кн. 2. — Йошкар-Ола, 1980. — 496 с; 1987. — 464 с.
- Трубка комбата: повесть. — Йошкар-Ола, 1983. — 352 с.
- Сыновья: роман. — Йошкар-Ола, 1990. — 448 с.
- Дальние зарницы: роман. — Йошкар-Ола, 1994. — 416 с.
- Откровение: авт. исповедь: о времени и о себе. — Йошкар-Ола, 1996. — 160 с.
- Сыновья: роман. — Йошкар-Ола, 2001. — Кн. 1. — 416 с.; Кн. 2. — 388 с.
- Мужские слёзы: рассказы, очерки, дневниковые записи. — Йошкар-Ола, 2007. — 304 с.

## Награды, премии, звания
- Орден Красной Звезды (22.06.1945; 30.12.1956, за выслугу лет)[4][5][6]
- Орден Отечественной войны I степени (06.04.1985)[7]
- Медаль «За боевые заслуги» (15.11.1950, за выслугу лет)[8][6]
- Медаль «За оборону Ленинграда»
- Медаль «За победу над Германией в Великой Отечественной войне 1941—1945 гг.» (09.05.1945)[9]
- Медаль «За победу над Японией» (30.09.1945)[10]
- Заслуженный работник культуры Марийской АССР (1981)
- Государственная премия Марий Эл в области литературы им. С. Г. Чавайна (1995)
- Народный писатель Республики Марий Эл (2000)

## Комментарии
1. ↑  Деревня Среднее Безруково, относившаяся к Пижанской волости Яранского уезда, в последующем входила в состав Макаровского, затем — Безводнинского сельсовета; 19.4.1976 вошла в состав деревни Большое Безруково, ныне — в Безводнинском сельском поселении Пижанского района Кировской области[1].